# Hülserbergnunatak
Hülserbergnunatak är en nunatak i Antarktis. Den ligger i Östantarktis. Nya Zeeland gör anspråk på området. Toppen på Hülserbergnunatak är 3 186 meter över havet, eller 81 meter över den omgivande terrängen. Bredden vid basen är 5,5 km.
Terrängen runt Hülserbergnunatak är varierad. Trakten är obefolkad. Det finns inga samhällen i närheten.